# Adejeania rufipalpis
Adejeania rufipalpis är en tvåvingeart som först beskrevs av Macquart 1843.  Adejeania rufipalpis ingår i släktet Adejeania och familjen parasitflugor. Inga underarter finns listade i Catalogue of Life.